# Hadewijch (film)
Pour les autres significations, voir Hadewijch d'Anvers.
Pour plus de détails, voir Fiche technique et Distribution.
Hadewijch est un film français de Bruno Dumont réalisé en 2008, sorti le 25 novembre 2009.

## Synopsis
Choquée par la foi extatique et aveugle d’Hadewijch, une novice, la mère supérieure la met à la porte du couvent. Hadewijch redevient Céline, jeune parisienne et fille de diplomate. Sa passion amoureuse pour Dieu, sa rage et sa rencontre avec Yassine et Nassir l’entraînent, entre grâce et folie, sur des chemins dangereux.

## Fiche technique
- Réalisation : Bruno Dumont
- Scénario : Bruno Dumont
- Directeur de la photographie : Yves Cape
- Musique : Richard Cuvillier
- Montage : Guy Lecorne
- Production : Rachid Bouchareb, Jean Bréhat, Muriel Merlin, Michèle Grimaud et Abdellaziz Ben Mlouka
- Société de distribution : Tadrart Films, en association avec Cofinova 5
- Pays d'origine :  France
- Langue : français
- Format : 1.66
- Genre : drame
- Durée : 105 minutes
- Date de sortie : 
  -  France : 25 novembre 2009

## Distribution
- Julie Sokolowski : Céline
- Karl Sarafidis : Nassir
- Yassine Salim : Yassine
- David Dewaele : David